# Ted Lasso

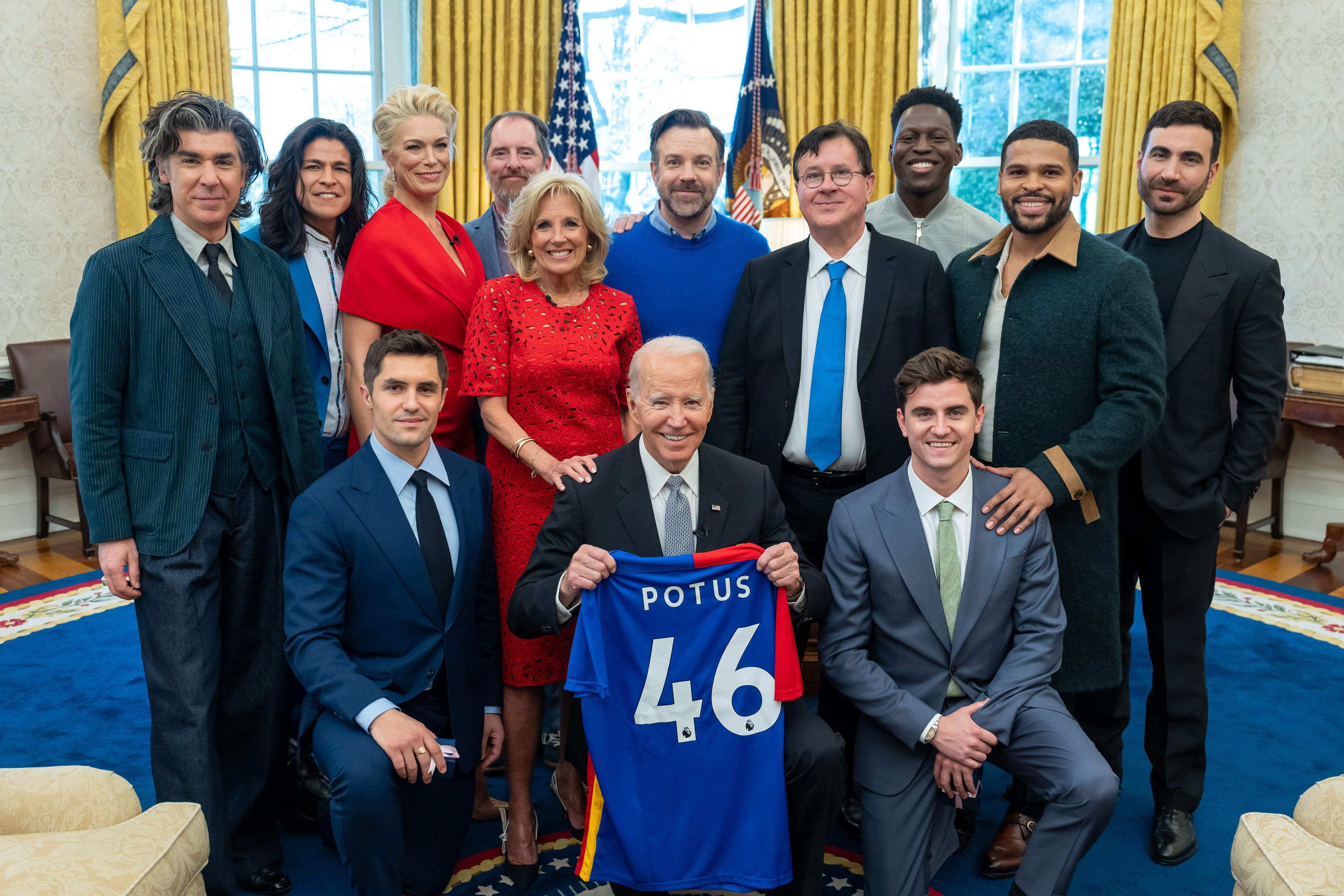
Leden van de cast van Ted Lasso bij president Joe Biden op 20 maart 2023

Ted Lasso is een Amerikaanse comedyserie, ontwikkeld door Jason Sudeikis, Bill Lawrence, Brendan Hunt en Joe Kelly, en werd gebaseerd op een personage dat Sudeikis speelde in een serie promo's van NBC Sport over hun programma's over de Britse Premier League.
De serie volgt de American football coach Ted Lasso die wordt ingehuurd om een Brits voetbalelftal te trainen. De eigenaar van het team hoopt stilletjes op een debacle als gevolg van Lassos onervarenheid, maar diens positieve en optimistische insteek leidt tot onverwacht succes.
Het eerste seizoen werd op 14 augustus 2020 gestart met drie afleveringen op Apple TV+. De volgende zeven afleveringen werden vervolgens telkens per week toegevoegd. Het tweede seizoen van 12 afleveringen ging op 23 juli 2021 in premiere, en in op 15 maart 2023 volgde het derde seizoen.
De serie werd overwegend positief ontvangen en werd geprezen voor de acteurs (met name Sudeikis, Hannah Waddingham, Phil Dunster, Brett Goldstein en Juno Temple), humor, script, thema's en positieve toon. Naast vele andere onderscheidingen werd het eerste seizoen genomineerd voor 20 Primetime Emmy Awards, waarmee het de meest in het eerste seizoen genomineerde televisieserie werd in de historie van de Emmy Awards. Sudeikis, Waddingham en Goldstein verzilverden hun nominaties, en de serie won in 2021 de Primetime Emmy Award voor beste komedieserie. Sudeikis won dat jaar tevens de Golden Globe voor beste acteur in een komische of muzikale serie, en de Screen Actors Guild Award voor een uitstekende prestatie door een mannelijke acteur in een komedieserie. Alle drie prijzen werd in 2022 opnieuw toegekend.

## Verhaal
Ted Lasso, een American college football coach, wordt onverwacht aangetrokken om het (fictieve) Engelse voetbalelftal van AFC Richmond uit de Premier League te coachen, dit ondanks het feit dat hij geen enkele ervaring heeft met het coachen van voetballers. De eigenaar van het team, Rebecca Welton, is in het bezit gekomen van de club bij de scheiding van haar overspelige echtgenoot Rupert. Zij heeft Lasso ingehuurd in de hoop dat hij het team onderuit haalt waarmee zij wraak hoopt te nemen op Rupert, die meer om AFC Richmond geeft dan om iets anders. Ted's charme, persoonlijkheid en humor overwinnen echter zowel Rebecca als het team en al degenen die zijn aanstelling met scepsis tegemoet zagen.

## Rolverdeling
- Jason Sudeikis als Ted Lasso, de Amerikaans Footballcoach die wordt ingehuurd bij de Engelse voetbalclub AFC Richmond.
- Hannah Waddingham als Rebecca Welton, de eigenaar van AFC Richmond
- Jeremy Swift als Leslie Higgins, de timide technisch directeur
- Phil Dunster als Jamie Tartt, een getalenteerde edoch egocentische aanvaller
- Brett Goldstein als Roy Kent, een veteraan middenvelder en later assistent-coach
- Brendan Hunt als Coach Beard, Lasso's laconieke vriend en assistent-coach
- Nick Mohammed als Nathan "Nate" Shelley, de ballenjongen die bekend wordt als "het wonderkind", assistent-coach wordt en vervolgens hoofdcoach van West Ham United FC
- Juno Temple als Keeley Jones, een voormalig model dat hoofd marketing en communicatie wordt, en later een eigen bedrijf begint.
- Sarah Niles als Dr. Sharon M. Fieldstone, een sportpsycholoog (vanaf seizoen 2)
- Anthony Stewart Head als Rupert Mannion, de ex van Rebecca Welton, voormalig eigenaar van AFC Richmond en later eigenaar van West Ham United
- Toheeb Jimoh als Samuel "Sam" Obisanya, een Nigeriaanse rechtsback, later rechtervleugelverdediger
- Cristo Fernández als Dani Rojas, een Mexicaanse aanvaller, opvallend door zijn voortdurend enthousiasme.
- Kola Bokinni als Isaac McAdoo, centrale verdediger, later ook aanvoerder van het team
- Billy Harris als Colin Hughes, linkervleugel aanvaller, aanvankelijk in de kast
- James Lance als Trent Crimm, een nogal sceptische verslaggever voor The Independent alvorens hij wordt ontslagen. Later schrijft hij een boek over de club.
- David Elsendoorn als Jan Maas, centrale verdediger (vanaf seizoen 2). He's not being rude, he's just being Dutch.